# یواس‌اس کویین‌فیش (اس‌اس‌ان-۶۵۱)

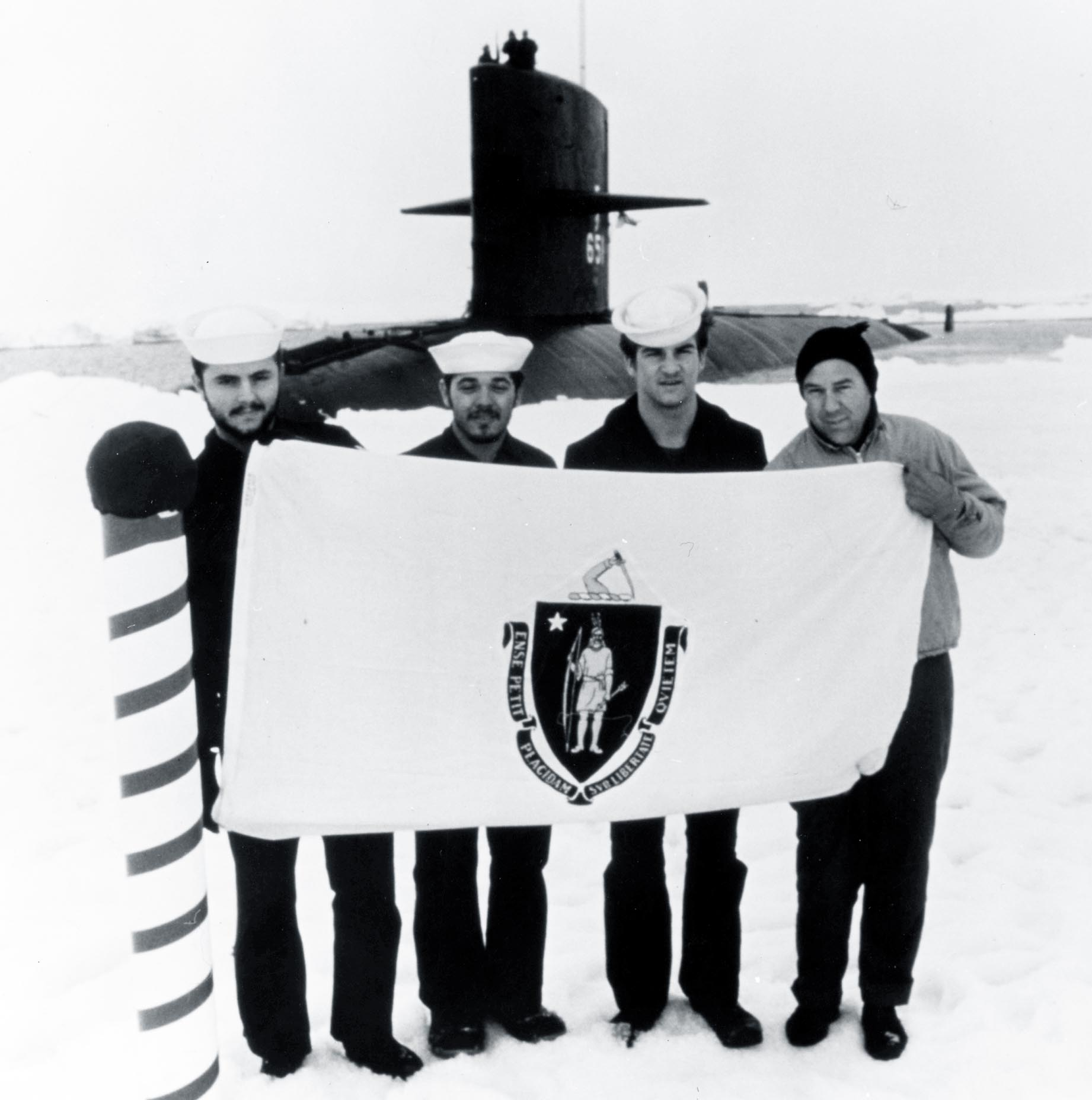
1970

یواس‌اس کویین‌فیش (اس‌اس‌ان-۶۵۱) (به انگلیسی: USS Queenfish (SSN-651)) یک زیردریایی بود که طول آن ۲۹۲ فوت (۸۹ متر) بود. این زیردریایی در سال ۱۹۶۶ ساخته شد.